# Mika Waltari
Mika Toimi Waltari, född 19 september 1908 i Helsingfors, död 26 augusti 1979 i Helsingfors, var en finländsk författare. Han var far till Satu Waltari.

## Biografi
Mika Waltari debuterade 1926 som modernistisk lyriker. Han skrev sedan romaner och noveller med motiv från finländsk nutid, ibland med starka kriminalinslag, och fick sitt genombrott med romanen Den stora illusionen 1928. Internationellt känd blev han framförallt för sina historiska romaner, varav de mest kända är Karin Månsdotter (1942), Sinuhe egyptiern 1945, som utspelar sig på farao Echnatons tid, och Marcus romaren (1959). I Finland är han känd för sin figur kommissarie Palmu, huvudperson i tre detektivromaner och därefter en serie framgångsrika filmatiseringar från 1960-talet.
Mika Waltari är en av de internationellt mest kända av Finlands författare. Hans mångsidiga författarskap har gett åtminstone 29 romaner, ett antal noveller, novell- eller sagosamlingar, poesisamlingar, skådespel, radioteater, faktatexter, översättningar och hundratals artiklar.
Hans arbeten har översatts till minst fyrtio språk. Han ligger begraven på Sandudds begravningsplats. 
Rockbandet Waltari har tagit sitt namn efter Mika Waltari.

## Utmärkelser
Asteroiden 4266 Waltari är uppkallad efter honom.

### Romaner
- 1930 – Den stora illusionen (Suuri illusioni) (översättning Inga Enander, Wahlström & Widstrand, 1930)
- 1937 – En främling kom till gården (Vieras mies tuli taloon) (översättning Barbro Mörne och Heidi Enckell, Schildt, 1937)
- 1938 – Sista akten (Jälkinäytös) (översättning Ragnar Ekelund, Wahlström & Widstrand, 1938)
- 1939 – Vem mördade fru Kroll? (översättning Heidi Enckell, Wahlström & Widstrand, 1939)
- 1940 – Nej, vi kommer aldrig att dö (Antero ei enää palaa) (översättning Ragnar Ekelund, Geber, 1940)
- 1941 – Mysteriet Rygseck: kriminalroman (Komisario Palmun erehdys) (översättning Bertel Gripenberg, Wahlström & Widstrand, 1941)
- 1942 – I sovjetspionagets skugga (Neuvostovakoilun varjossa) (översättning Marie Louise von Schantz, Fahlcrantz & Gumælius, 1942)
- 1944 – Ingen morgondag (Ei koskaan huomispäivää!) (översättning Anna Bondestam, Wahlström & Widstrand, 1944)
- 1943 – Karin Månsdotter: historisk roman (Kaarina Maununtytär) (översättning Anna Bondestam, Wahlström & Widstrand, 1943)
- 1945 – Kejsarbalens drottning (Tanssi yli hautojen) (översättning O. Zweygbergk, 1945)
- 1946 – Sinuhe egyptiern (Sinuhe, egyptiläinen) (översättning Ole Torvalds, Schildt, 1946)
- 1949 – Mikael Ludenfot (Mikael Karvajalka) (översättning Lorenz von Numers, Wahlström & Widstrand, 1949)
- 1951 – Mikael Hakim (Mikael Hakim) (översättning Örnulf Tigerstedt, Wahlström & Widstrand, 1951)
- 1953 – Johannes Angelos (översättning Thomas Warburton, 1953)
- 1954 – Guldhår; En ö av is; Månlandskapet; Början till slutet; Pariserslipsen (översättning Thomas Warburton (de tre första titlarna), Anna Bondestam (de två sista titlarna), Wahlström & Widstrand, 1954)
- 1956 – Turms den odödlige (Turms, kuolematon) (översättning Thomas Warburton, Schildt, 1956)
- 1958 – Felix den lycklige (Feliks onnellinen) (översättning N.-B. Stormbom, Wahlström & Widstrand, 1958)
- 1960 – Rikets hemlighet (Valtakunnan salaisuus) (översättning Thomas Warburton, Wahlström & Widstrand, 1960)
- 1965 – Rikets fiender (Ihmiskunnan viholliset) (översättning Thomas Warburton, Wahlström & Widstrand, 1965)

### Filmmanus
- 1951 – Kvinnan bakom allt
- 1951 – Gabriel – kom tillbaka
- 1957 – Ingen morgondag
- 1962 – Stjärnorna, kommissarie Palmu, stjärnorna...